# Стефан Ґуллґрен
Стефан Ґуллґрен (швед. Stefan Gullgren, 8 листопада 1968, Йончопінг, Швеція) — шведський дипломат. Надзвичайний і Повноважний Посол Швеції в Польщі.

## Біографія
Народився 8 листопада 1968 року в місті Йончопінг. У 1994 році закінчив Упсальський університет, магістр права. Володіє англійською, російською, французькою, італійською мовами.
У 1990–1994 — навчання у департаменті східноєвропейських досліджень та департаменті слов'янських мов, Упсальський університет.
У 1989–1994 — факультет права, Упсальський університет, Швеція.
У 1993–1994 — дослідник, департамент східноєвропейських досліджень, Упсальський університет.
У 1994–1998 — другий секретар з політичних питань Посольства Швеції в РФ.
У 1998–2002 — референт з політичних питань в РФ, заступник голови відділу країн Східної Європи Міністерства закордонних справ Фінляндії.
У 2002–2004 — радник з політичних питань Посольства Швеції в РФ.
У 2004–2005 — радник та голова відділу економіки та торгівлі Посольства Швеції в РФ.
У 2005–2007 — міністр-посланник та голова відділу економіки та торгівлі Посольства Швеції в РФ.
У 2007–2009 — міністр-посланник та заступник Голови Місії Посольства Швеції в РФ.
З 2009–2013 — Надзвичайний і Повноважний Посол Швеції в Україні.
З вересня 2017 року Надзвичайний і Повноважний Посол Швеції в Польщі.